# Leopold Eugen Měchura
Leopold Eugen Měchura, psán též Miechura (2. února 1804 Praha – 11. února 1870 Otín), byl český právník a hudební skladatel.

## Život
)

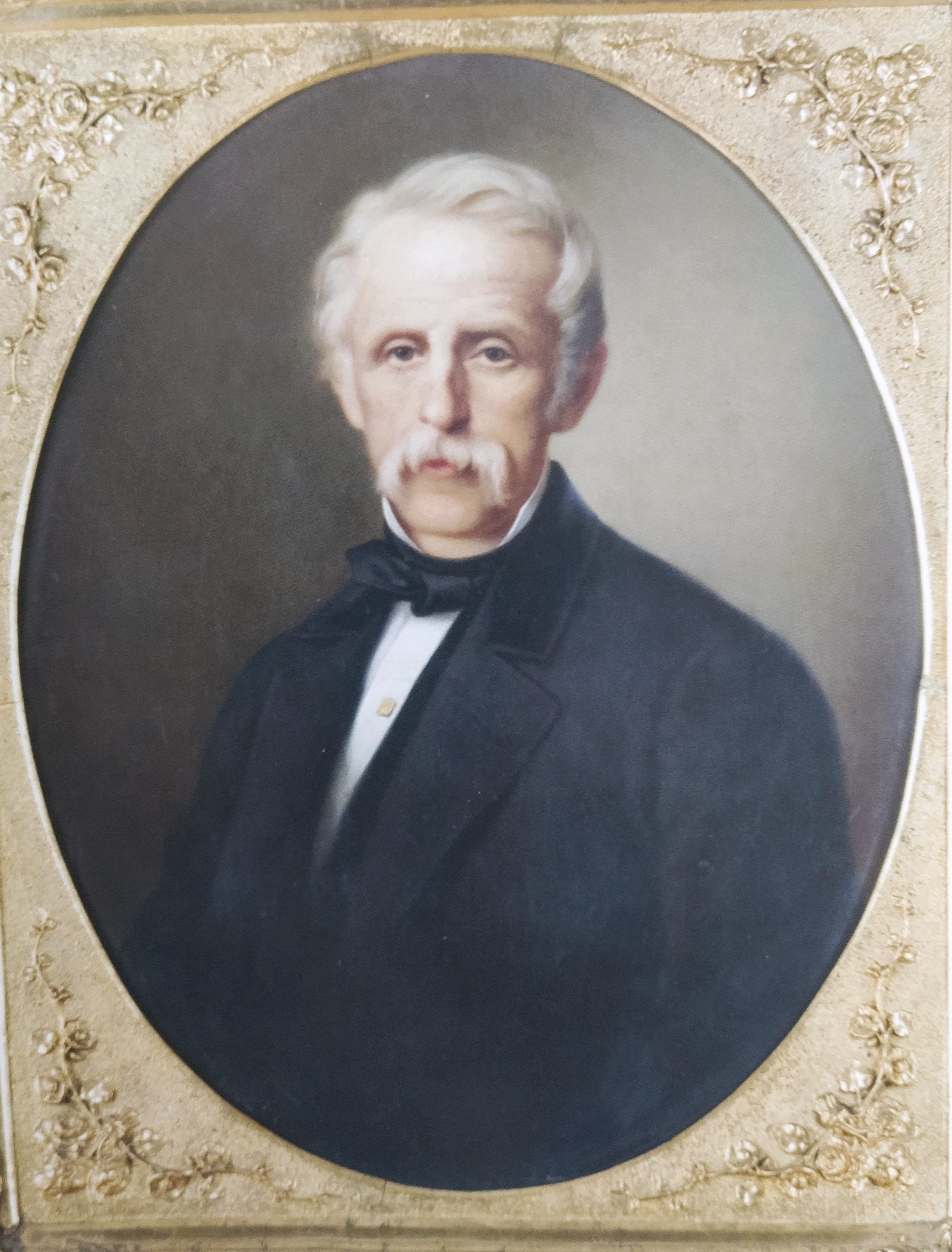
Portrét Leopolda Měchury (Jan Adolf Brandeis, 1864, Národní muzeum Praha

Byl synem významného pražského advokáta Jana Měchury a jeho manželky Marie, rozené Lankisch von Hörnitz (její otec byl bratrancem Jana Jeníka z Bratřic). Přišel o matku, když mu bylo 6 let a kromě něj byli v rodině ještě tři mladší sourozenci. S hudbou se důvěrně seznámil již v rodině, která pořádala na svém panství v Otíně hudební večery. Další hudební vzdělání získal i během studia na piaristickém gymnáziu v Praze. Vystudoval filozofii a práva na Karlově univerzitě a vedle toho studoval i hudbu u Friedricha Dionysa Webera a Václava Jana Tomáška. Po studiích se vrátil do Klatov, kde pomáhal otci spravovat rodinné panství a pracoval jako magistrátní úředník. V roce 1827 se jeho sestra Terezie vdala za Františka Palackého a o rok později se sám oženil s Klárou Häcknerovou. Další sestra Antonie byla provdána za lesního odborníka a schwarzenberského vrchního lesmistra Jana Heyrovského, strýce pozdějšího rektora Karlovy univerzity Leopolda Heyrovského.
V Klatovech se významně podílel na hudebním životě kraje. Působil zde jako varhaník, hráč na lesní roh a dirigent. Za jeho působení byly v Klatovech prováděny i Mozartovy opery a velká oratoria (např. Haydnovo Stvoření, Mendelssohnův Paulus, Beethovenův Kristus na hoře Olivetské).
Byl vychováván ve dvojjazyčném prostředí a přátelil se jak s německými (např. básníkem Karlem Egonem Ebertem, či skladatelem Johannem Friedrichem Kittlem), tak i českými literáty a hudebníky. Své první skladby psal na německé texty, ale pod vlivem Františka Palackého a dalších českých přátel (především Jana Ludevíta Procházky a Aloise Vojtěcha Šmilovského) se stále více přikláněl na stranu českého obrozeneckého hnutí. První skladbou na český text je sbor Večer v lese op. 92 z roku 1865 na slova Aloise Vojtěcha Šmilovského. Jak svým dílem, tak i národnostním uvědoměním je považován za předchůdce Bedřicha Smetany.
Zemřel 11. února 1870 a byl pohřben v rodinné hrobce v Předslavi nedaleko Klatov.

## Tvorba
Ve svém díle vycházel z vrcholného klasicismu a raného romantismu. Jeho vzory byli zejména Wolfgang Amadeus Mozart a Carl Maria von Weber. V orchestrální hudbě je zřetelný vliv Felixe Mendelssohna-Bartholdyho a Roberta Schumanna. Měl vrozený lyrický talent, který se projevoval zejména v jeho vokální tvorbě.
K nejvýznamnějším dílům patří kantáty na české texty z roku 1866. Štědrý den a První májová noc jsou komponovány na slova Karla Jaromíra Erbena a Pohřeb na Kaňku na text A. V. Šmilovského. Byly to první kantáty na české texty vůbec. Byly uvedeny 22. března 1868 na koncertě Umělecké besedy na Žofíně a na provedení se prý podílelo na 220 zpěváků a 90 hudebníků.
Významná je rovněž opera Marie Potocká (1870), která je první českou operou na ruský námět. Vznikla na podnět Františka Ladislava Riegera. Libreto napsal Josef Kolář podle epické básně Bachčisarajská fontána Alexandra Sergejeviče Puškina s využitím Krymských znělek Adama Mickiewicze. Byla provedena posmrtně v Prozatímním divadle za řízení Bedřicha Smetany 13. ledna 1871.

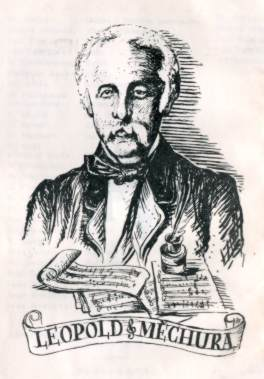
Kresba L. E. Měchury

Pozůstalost skladatele se nachází v Českém muzeu hudby v Praze.

## Dílo

### Opery
- Hiorba op. 21 (text Jan Rittersberk, 1831, nedokončena)
- Der Schild (Štít) op. 50 (libreto Karl Egon Ebert, 1844)
- Marie Potocká op. 107 (libreto Josef Kolář, 1869)

### Melodram
- Pěvcova kletba (text Ludwig Uhland).

### Kantáty
- Pohřeb na Kaňku (text V. A. Šmilovský, 1866)
- Štědrý den (Karel Jaromír Erben, 1867)
- Májová noc (Karel Jaromír Erben, 1867)
- Credo mrtvých op. 102 (1868)
- Rej mrtvých op. 109 (Vítězslav Hálek, 1870, nedokončeno)

### Orchestrální skladby
- Ouvertura op. 15 (1829)
- Capriccio Les mouches op. 91 (1865)
- Šest symfonií:
  - c-moll op. 37 (1834)
  - e-moll op. 38 (1834)
  - g-moll op. 76 (1859)
  - F-dur
  - D-dur
  - c-moll (před 1865)
- Variace pro harfu a orchestr (1827)
- Variace pro violoncello, housle, klavír a orchestr (1833)
- Variace pro křídlovka|křídlovku a orchestr (1834)
- Předehra a tři entreakty k živým obrazům pro truchlohru Karla Egona Eberta: Das Gelübde
- Dvě orchestrální ouvertury
- Řada tanců

### Komorní skladby
- 15 smyčcových kvartetů (vznikaly mezi 1826–29);
- 4 kvarteta pro lesní rohy
- 4 smyčcová kvinteta
- Klavírní septet (1830)
- Lovecké kusy pro lesní roh

### Klavírní skladby
- Trios chansons sans paroles op. 58
- Trois impromptu op. 105

### Písně
- 11 písňových sešitů (Liederheft)
- 9 písňových cyklů
- 15 samostatných písní
- dvojzpěv
- 10 čtyřzpěvů

Písně jsou vesměs komponovány na texty německých básníků (Gustav Theodor Drobisch, Heinrich Heine, Eduard Möricke, Ludwig Uhland), dvě písně napsal na vlastní text (rovněž německý). Českou výjimku tvoří:
- Šest písní op. 106 na slova Františka Ladislava Čelakovského

### Sbory
- Dvacet sborů
- Balada o nešťastné žábě (1865)
- Svržená fuga (1866)
- Komár, Pták čermák a Poštovský na texty A. V. Šmilovského (1869, provedeny posmrtně spolkem Šumavan v Klatovech v březnu 1870)

### Chrámové skladby
- 5 mší
- Requiem C-dur op. 36
- Requiem f-moll op. 78
- 2 církevní kantáty
- Ofertoria a další drobnější skladby